# イル＝ド＝フランス地域圏
イル＝ド＝フランス地域圏（イル＝ド＝フランスちいきけん、仏: Île-de-France）は、フランスの首都パリを中心とした地域圏。海には面しておらずオー＝ド＝フランス地域圏、グラン・テスト地域圏、ブルゴーニュ＝フランシュ＝コンテ地域圏、サントル＝ヴァル・ド・ロワール地域圏、ノルマンディー地域圏と接する。首府はパリ市。パリ市、セーヌ＝エ＝マルヌ県、イヴリーヌ県、エソンヌ県、オー＝ド＝セーヌ県、セーヌ＝サン＝ドニ県、ヴァル＝ド＝マルヌ県、ヴァル＝ドワーズ県で構成される。
1961年にパリ地域圏として作られたものが1972年に「イル＝ド＝フランス」に改名された。しかしフランスの人々は2000年になっても未だに旧称で呼ぶことが多い。
フランス本土の総人口約6500万人のうち、約19%が集中している。購買力平価換算のGDPは2018年の統計で7千億ユーロ（8800億ドル相当）を超えフランス全体の3分の1を占めており、一人当たりGDPは国平均の1.5倍を超える。

## 歴史
イル＝ド＝フランス地域圏は10世紀のカペー朝時代から王の領有地となっていた。その範囲は王政の終わりまで変遷しており、現在と比較すると西方と北方にはより広く、東方と南方は狭かった。パリ商人の同業組合が経済圏を形成しており、それにより地域圏の境界が画定されていた。

フランス革命後、3つの県、すなわち、セーヌ県、セーヌ＝エ＝オワーズ県、セーヌ＝エ＝マルヌ県に分割された。1965年には、3つの県はパリを含む8つの県に再編成された。セーヌ県はパリ（県と同格の特別市）、オー＝ド＝セーヌ県、セーヌ＝サン＝ドニ県、ヴァル＝ド＝マルヌ県の4つに分割、セーヌ＝エ＝オワーズ県はイヴリーヌ県、エソンヌ県、ヴァル＝ドワーズ県に再編された。

## 地理
イル・ド・フランスは直訳すれば「フランスの島」という意味である。セーヌ川をはじめ、オワーズ川、マルヌ川などの川によって、島のような地形になっている。しかしながら有力な説ではイル＝ド＝フランスの由来は古フランク語に遡るとされる。この土地に根を下ろしたフランク人によって名付けられた地名Liddle Franke（小さなフランク人の土地）が変化したものと見られている。
パリの周囲をオー＝ド＝セーヌ県、セーヌ＝サン＝ドニ県、ヴァル＝ド＝マルヌ県が囲み、その外側を他の4県が囲む形となっている。セーヌ＝エ＝マルヌ県は東部にあり、地域圏の面積の半分近くを占める。
フランス語圏の大都市郊外に広がるベッドタウンはバンリューと呼称されるが、パリの場合西部のバンリューは比較的裕福な住宅地が多いのに対して北東部のバンリューの一部には、比較的貧しい移民が多い団地が広がる。高い犯罪率や失業率からしばしば社会問題となる。2005年パリ郊外暴動事件は、パリ北東部のバンリューであるクリシー＝ス＝ボワで始まった。

## 行政
特別自治体であるパリ市を含む8つの県で構成されている。
| 名称                                   | 人口(人)  | 州都/主府/本部                                | 備考 |
| -------------------------------------- | --------- | --------------------------------------------- | ---- |
| パリ市 Paris                           | 2,164,000 | パリ Paris                                    |      |
| セーヌ＝エ＝マルヌ県 Seine-et-Marne    | 1,257,000 | ムラン Melun                                  |      |
| イヴリーヌ県 Yvelines                  | 1,390,000 | ヴェルサイユ Versailles                       |      |
| エソンヌ県 Essonne                     | 1,172,000 | エヴリー＝クールクーロンヌ Évry-Courcouronnes |      |
| オー＝ド＝セーヌ県 Hauts-de-Seine      | 1,494,000 | ナンテール Nanterre                           |      |
| セーヌ＝サン＝ドニ県 Seine-Saint-Denis | 1,417,000 | ボビニー Bobigny                              |      |
| ヴァル＝ド＝マルヌ県 Val-de-Marne      | 1,259,000 | クレテイユ Créteil                            |      |
| ヴァル＝ドワーズ県 Val-d'Oise          | 1,139,000 | ポントワーズ Pontoise                         |      |

パリを中心とした同心円上にある3つの県（小さな王冠、petite couronne）まで都市化が進んでおり、パリ市と周辺3県を合わせた総面積は763km2（大ロンドンの約半分）ながら人口は670万人に達する。もう一回り大きい同心円（大きな王冠、grande couronne）まで都市圏が広がっている。
|                            |                           |                |           |            |                              |
| 同心地域                   | 県／特別自治体            | 人口 2006 est. | 地域      | 人口密度   | 1999年-2006年 人口増減（年） |
|                            | パリ (75)                 | 2,168,000      | 105 km2   | 20,648/km2 | +0.3%                        |
| petite couronne 小さな王冠 | オー＝ド＝セーヌ県 (92)   | 1,532,000      | 176 km2   | 8,705/km2  | +1.0%                        |
| petite couronne 小さな王冠 | セーヌ＝サン＝ドニ県 (93) | 1,485,000      | 236 km2   | 6,292/km2  | +1.0%                        |
| petite couronne 小さな王冠 | ヴァル＝ド＝マルヌ県 (94) | 1,293,000      | 245 km2   | 5,278/km2  | +0.8%                        |
| grande couronne 大きな王冠 | ヴァル＝ドワーズ県 (95)   | 1,153,500      | 1,246 km2 | 926/km2    | +0.6%                        |
| grande couronne 大きな王冠 | エソンヌ県 (91)           | 1,193,500      | 1,804 km2 | 662/km2    | +0.7%                        |
| grande couronne 大きな王冠 | イヴリーヌ県 (78)         | 1,398,500      | 2,284 km2 | 612/km2    | +0.5%                        |
| grande couronne 大きな王冠 | セーヌ＝エ＝マルヌ県 (77) | 1,267,500      | 5,915 km2 | 214/km2    | +0.9%                        |

## 観光
イル＝ド＝フランス地域圏にある観光地のほとんどが、パリから日帰りで往復できる。ここでは代表的ないくつかの場所を紹介する。
- ヴェルサイユ Versailles 世界遺産ヴェルサイユ宮殿があることで知られ、一年中多くの観光客が訪れる。パリから郊外電車RER-C線で約30分。
- フォンテーヌブロー Fontainebleau 世界遺産フォンテーヌブロー宮殿がある。近郊の村バルビゾンはバルビゾン派絵画の発祥の地であり、共に観光ルートとして人気が高い。パリ・リヨン駅からSNCF（フランス国鉄）で約50分。バルビゾンへはフォンテーヌブローからタクシーに乗る。
- サン＝ジェルマン＝アン＝レー Saint-Germain-en-Laye 城（現在内部は国立考古学博物館）と造園家アンドレ・ル・ノートル設計のテラスをもつイギリス式庭園があるほか、クロード・ドビュッシーの生家（観光局を兼ねている）、モーリス・ドニなどの作品を収めたプリウレ美術館がある。パリから近郊電車RER-Aで約20分。近郊にはアレクサンドル・デュマ親子の博物館もある。第一次世界大戦後の連合国と、帝国解体後のオーストリアとの講和条約であるサンジェルマン条約が締結された舞台としても知られる。
- シャルトル Chartres ゴシック建築のノートルダム大聖堂（シャルトル大聖堂）がある。パリ・モンパルナス駅から約1時間。シャルトルはパリから日帰りで往復するのには適切な観光地であるが、イル＝ド＝フランス地域圏ではなくサントル＝ヴァル・ド・ロワール地域圏にある。

- プロヴァン Provins 中世の様子がそのまま残る街並みがある。毎年6月には中世祭りも行われる。パリ東駅からSNCFで約80分。南仏プロヴァンスProvence地方のことではない。
- オーヴェル＝シュル＝オワーズ Auvers-sur-Oise ゴッホが自尽を遂げるまでの最晩年を過ごした地。
- マルヌ＝ラ＝ヴァレ Marne-la-Vallée ディズニーランド・パリがある一大観光地。TGVがシャルル・ド・ゴール空港（シャルル・ド・ゴール空港TGV駅）からイル・ド・フランス連絡線経由で直結している。

この他、観光地として有名ではないが魅力的ないくつかの町がある。
- ジョアンヴィル＝ル＝ポン Joinville-le-Pont パリからすぐ近く、ヴァンセンヌの森の裏手にあるセーヌ川上流の支流マルヌ川の川沿い。春になるとギャンゲットと呼ばれるレトロなダンスホール兼安食堂がにぎわう。ここへ休日のピクニックに訪れるのが19世紀末より流行っていた。パリから郊外電車RER-Aで約10分の近場。
- モー Meaux マルヌ川上流に位置する町。ブリー・ド・モーというチーズの名産地でもある。パリ東駅からSNCFで約30分。
- ポントワーズ Pontoise クロード・モネやカミーユ・ピサロが描いた町。特に見所の建造物があると言うわけではないが、町並み全体に印象派絵画の雰囲気が残る。オーヴェル＝シュル＝オワーズへ行く途中駅でもあり、併せて訪れることも可能。
- ロワイヨーモン Royaumont オワーズ県にある僧院。バロック音楽や現代音楽のコンサートも多く開かれる。パリ北駅からViarme駅まで約40分、駅からバスかタクシー。
- モンフォール＝ラモーリー Montfort-l'Amaury 作曲家モーリス・ラヴェルの晩年の家があることで知られる、郊外の小さな村。パリ・モンパルナス駅から約40分、駅から徒歩約45分またはタクシー。
- ポワシー Poissy 建築家ル・コルビュジエの代表作サヴォア邸がある。パリから郊外電車RER-Aで約40分、駅からバスで10分弱または徒歩30分。
- エクアン Ecouen 小さいが魅力的なルネサンス様式の城が建つ。城はルネサンス美術館となっている。パリ北駅からSNCFで約20分。駅からバスで10分弱または徒歩30分。このエクアン城の上空はシャルル・ド・ゴール空港へ離着陸する飛行機の空路となっていて、城から見上げると頻繁に飛行機が飛んでおり、また飛行機に乗って着陸寸前や離陸直後に中から窓を見下ろすと城が見えることもよくある。ヌイイ＝シュル＝セーヌ#歴史も参照。
- アルクイユ
- モレ＝シュル＝ロワン
- ミリー・ラ・フォレ
- ロワシー シャルル・ド・ゴール国際空港の所在地。TGVのイル・ド・フランス連絡線上に、同空港の第2ターミナルビルと直結したシャルル・ド・ゴール空港TGV駅がある。